# Зимняя Универсиада 2021
Зимняя Универсиада 2021 (англ. XXX Winter Universiade) — студенческие спортивные соревнования 30-й (XXX) Всемирной зимней Универсиады, которые изначально должны были пройти в январе 2021 года в швейцарском городе Люцерн. Однако осенью 20-го года зимняя Универсиада была отложена на неопределённый срок из-за сложной ситуации в мире, вызванной пандемией COVID-19. В конце ноября 2020 года было принято решение провести соревнования с 11 по 21 декабря 2021 года. 29 ноября 2021 года стало известно, что Универсиада отменена из-за распространения нового штамма SARS-CoV-2.

## Заявочная кампания и выбор города
| Кандидаты на проведение зимней Универсиады 2021 | Кандидаты на проведение зимней Универсиады 2021 |
| ----------------------------------------------- | ----------------------------------------------- |
| Люцерн                                          | Швейцария                                       |

1 сентября 2014 года стартовала заявочная кампания на получение права проведения зимней и летней всемирных универсиад 2021 года. В июле 2015 года о рассмотрении вопроса подачи совместной заявки Белоруссии и Польши на проведение Всемирной зимней Универсиады 2021 года заявил Министр образования Республики Беларусь, председатель Белорусской ассоциации студенческого спорта Михаил Журавков. В августе 2015 года о намерении принять 30-ю Всемирную зимнюю Универсиаду заявил представитель швейцарского кантона Люцерн.
Позже стало известно, что поляки и белорусы не смогли договориться и не сделали совместной заявки. 5 марта 2016 года FISU на безальтернативной основе предоставило право на проведение зимней Универсиаде 2021 года швейцарскому городу Люцерн.

## История
Швейцария один раз проводила уже в 1962 году II зимнюю Универсиаду в Виллар-сюр-Оллон.

## Объекты Универсиады
Существующая инфраструктура швейцарского Люцерна должна была быть использована для проведения спортивных мероприятий Зимней универсиады. Все спортивные сооружения доступны для зрителей с использованием общественного транспорта.
Спортивные объекты зимней Универсиады 2021:
| Место                                          | Дисциплина                         |
| ---------------------------------------------- | ---------------------------------- |
| Ледовый центр Зурзе                            | Хоккей с шайбой                    |
| Bossard Arena (Цуг)                            | Хоккей с шайбой                    |
| Биатлонная арена Ленцерхайде                   | Биатлон, спортивное ориентирование |
| Центр зимних видов спорта (Андерматт / Реальп) | Лыжные гонки                       |
| Спортивный парк Энгельберга                    | Кёрлинг                            |
| Jochpass 2222 Энгельберг                       | Фристайл, сноуборд                 |
| Региональный ледовый центр Люцерна             | Фигурное катание, шорт-трек        |
| Franz-Heinzer-Piste / Maggiweid (Стоос)        | Горнолыжный спорт                  |

## Спортивные соревнования
В рамках 30-й Зимней Универсиады планировались соревнования по десяти различным видам спорта. Студенты в возрасте от 17 до 25 лет могли быть включены в состав своих сборных. Планировалось, что в Универсиаде примут участие около 1600 студентов из более чем 540 университетов и 50 стран мира. Команды должны были формироваться соответствующей национальной ассоциацией университетского спорта.

## Талисман

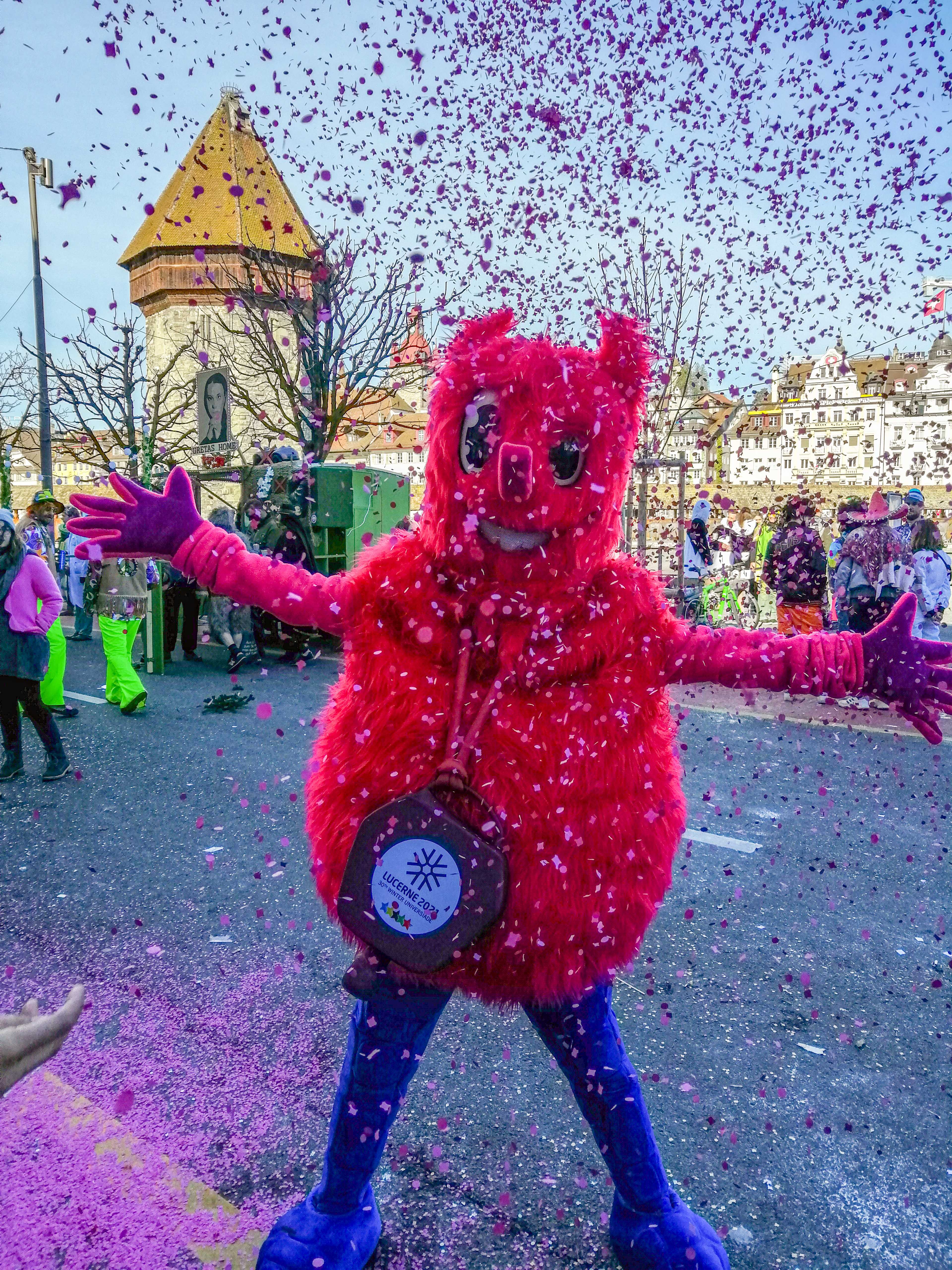
Вули

Талисманом Универсиады 2021 года было выбрано мифическое существо, автором которого стала Луиза Цюрхер, студентка факультета анимации Люцернского университета прикладных наук и искусств. Художница за основу взяла Йети, который ассоциируется с центральной Швейцарией, с её мифами и карнавалами.
29 января 2020 года в рамках чемпионата мира по биатлону среди юниоров в Ленцерхайде талисман получил имя Вули. В названии сочетаются первые буквы английского написания «Зимняя универсиада» с типично швейцарским окончанием «-ли». Название было определено путем онлайн-голосования в социальных сетях, посвященных Зимней универсиаде 2021 года.